# Variable indépendante
Une variable indépendante dans un problème est un paramètre du problème qui varie sans être influencé par les autres paramètres du problème. Cela correspond le plus souvent aux paramètres exogènes ou imposés par la nature.
Par exemple, dans un problème de mécanique non relativiste, le temps et les coordonnées spatiales sont des variables indépendantes. Leur évolution influence par contre celle des variables dépendantes du problème.

## Mathématiques et physique
En analyse et en physique mathématique, « variable indépendante » est un anglicisme pour « variable ». En anglais on qualifie en effet de dependent variable (« variable dépendante ») toute grandeur qui est une fonction des independent variables (« variables »).

## Statistiques
En statistiques, une variable indépendante est un paramètre ou une caractéristique pouvant prendre au moins deux valeurs différentes dont la variation influence la valeur d'une ou de plusieurs autres variables, à savoir, les variables dépendantes.
On l'appelle variable indépendante parce qu'elle ne dépend pas du sujet observé.
Il existe deux types de variables indépendantes : les variables indépendantes invoquées et les variables indépendantes contrôlées (ou provoquées).
Les variables indépendantes invoquées sont existantes dans la nature, elles sont simplement recueillies par le chercheur (ex. : le sexe de l'individu, l'âge, etc.).
Les variables indépendantes contrôlées sont créées par l'expérimentateur (ex. : la luminosité, etc.).
On peut parler aussi de variables principales et secondaires : les variables principales sont les variables que l'on manipule pour en connaitre l'effet, alors que les variables secondaires sont manipulées de manière à ne pas polluer, influencer l'expérience. On peut contrôler les variables secondaires en leur donnant une valeur fixe ou par contrebalancement.